# Cascabela ovata
Cascabela ovata là một loài thực vật có hoa trong họ La bố ma. Loài này được (Cav.) Lippold mô tả khoa học đầu tiên năm 1980.